# Lerie Sankofa
Lerie Sankofa, de vrai nom Valérie Beugré, est une artiste musicienne percussionniste ivoirienne née en 1989 en Côte d'Ivoire de mère et de père choristes. Elle est exposée à la chanson dès son plus jeune âge et c’est en 2001 alors qu’elle n’a que 12 ans qu’elle intègre la chorale méthodiste de Touba. Par ailleurs c’est à l’âge de 9 ans en 1998 qu’elle commence son initiation à la percussion par le biais d’un cousin venu du village. Se poursuivra dès lors son apprentissage au chant et à la percussion jusqu’à ce qu’en 2005, elle entre à l’Institut National des Arts et de l’Action Culturelle (INSAAC).

## Biographie

### Enfance et études
Lerie Sankofa naît en Côte d’Ivoire en 1989 d’une mère et d’un père choristes, ,. En 1998, alors qu’elle n’avait que 9 ans, elle est initiée à la percussion par le biais d’un parent venu du village. À 12 ans, elle intègre la chorale méthodiste de Touba. Elle apprend le chant jusqu’en 2005, année où elle s’inscrit à l’Institut national des arts et de l’action culturelle de la Côte d’Ivoire. 

### Carrière musicale
En 2010, Lerie Sankora fait son premier voyage en Algérie avec la compagnie Rem'De. Elle joue à la percussion dans l’orchestre traditionnel Kanina, l’orchestre féminin Ozouah Mam’s avant de créer sa propre troupe féminine dénommée – Les Wisa’’ avec des amies de classe. Une troupe qui devient plus tard un orchestre du nom de Cesame. Elle va aussi intégrer des orchestres comme Nana Eben’s avec le chorégraphe Georges Momboye et le groupe BellaMundo. 
Lerie Sankofa poursuit sa carrière en devenant choriste de Reines mères du village Ki-yi avec lead vocal Werewere-Liking et N’sé rèl N’djock. Elle participe à la création de la pièce musicale « Akwa’balade » de l’orchestre Akwaba sur sollicitation du Centre National des Arts et de la Culture (CNAC). Elle va y travailler jusqu’en 2016 sous la direction artistique du musicien arrangeur Bomou Bassa.
En 2018, elle participe au spectacle drôle de femme de Caroline Da Sylva au palais de la culture d’Abidjan et à l’hôtel Ivoire. 
En décembre 2024, elle donne un concert au Palais de la Culture d'Abidjan.

## Distinction
- 2024 : Médaille de Bronze à la 9e édition des jeux de la francophonie[5]
- 2024 : Prix Féminin Professeure Henriette Dagri Diabaté[6]